# Вестерхорн
Вестерхорн (нем. Westerhorn) — община в Германии, в земле Шлезвиг-Гольштейн.
Входит в состав района Пиннеберг. Подчиняется управлению Хёрнеркирхен. Население составляет 1343 чел. (по состоянию на 31 декабря 2022). Занимает площадь 9,37 км².

## Население
| 31 декабря 1975 | 31 декабря 2017 | 30 сентября 2019 | 31 декабря 2021 | 31 декабря 2022 | 31 декабря 2023 |
| --------------- | --------------- | ---------------- | --------------- | --------------- | --------------- |
| 973             | ↗1325           | ↗1326            | ↘1324           | ↗1343           | ↘1333           |